# نورت برکلی (ویرجینیای غربی)
نورت برکلی (به انگلیسی: North Berkeley) یک منطقهٔ مسکونی در ایالات متحده آمریکا است که در شهرستان مورگان، ویرجینیای غربی واقع شده‌است.